# Османие (квартал в Бакъркьой)
„Османие“ (на турски: Osmaniye) е квартал на Истанбул, разположен в градска околия Бакъркьой. Общата му площ е 2,4 км2. Според данни на Адресната система за регистриране на населението (ABPRS) към 2023 г. населението на „Османие“ е 22 495 жители.